# Nordisk kultur (bokverk)
Nordisk kultur är ett bokverk som presenterar olika aspekter av nordiskt kulturliv. Redaktionen bestod av professorerna Johs. Brøndum-Nielsen, Köpenhamn, Otto v. Friesen, Uppsala och Magnus Olsen, Oslo.
Verket utgavs i 34 band, numrerade 1 till 30, under åren 1931 till 1956, av Albert Bonniers förlag i Stockholm, H. Aschehoug & Co:s forlag i Oslo och J.H. Schultz forlag i Köpenhamn, med stöd av Clara Lachmanns fond.

## Band
- 1              Befolkning i oldtiden / utg. av Haakon Shetelig. 1936
- 2              Befolkning under medeltiden / utgiven av Adolf Schück. 1938
- 3-4 H.1    Huvudlinjer i nordisk språkhistoria / av Bengt Hesselman. 1948
- 3-4 H.2    Huvudlinjer i nordisk språkhistoria / av Bengt Hesselman / utgiven under redaktion av Manne Eriksson. 1952
- 3-4 H.3     [Huvudlinjer i nordisk språkhistoria] / [av Bengt Hesselman], Namn- och ordregister, förkortningar, litteraturförteckning, efterskrift / sammanställda av Manne Eriksson. 1953
- 5              Stedsnavn / utgitt av Magnus Olsen. 1939
- 6              Runorna / utgiven av Otto v. Friesen. 1933
- 7              Personnamn / utgiven av Assar Janzén. 1947
- 8 A           Litteraturhistoria, Danmark, Finland och Sverige / utgiven av Sigurður Nordal. 1943
- 8 B           Litteraturhistorie ; Litteraturhistoria, Norge og Island / udgivet af Sigurður Nordal. 1953
- 9              A. Folkevisor / Folkevisor / utg. av Knut Liestøl. B. Folksägner och folksagor / utg. av C.W von Sydow. 1931
- 10            Lapperne ; Lapparna / udgivet af K.B. Wiklund. 1947
- 11-12 A    Fångst, jakt och fiske / utg. av Sigurd Erixon. 1955
- 12 B         Vapen / utgiven av Bengt Thordeman. 1943
- 13            Lantbruk och bebyggelse : teknisk kultur, 2 / utgiven av Sigurd Erixon. 1956
- 14            Från trä till stål / utgiven av Sigurd Erixon. 1953
- 15 A         Lergods, ädelmetaller och vävnader / utgiven av Sigurd Erixon. 1953
- 15 B         Dragt / udgivet af Poul Nørlund. 1941
- 16            A. Handel og samfærdsel i oldtiden / udg. af Johs. Brønsted. B. Handel och samfärdsel under medeltiden / utg. av Adolf Schück. 1933
- 17            Byggnadskultur / utgivet av Sigurd Erixon. 1952
- 18            Byer og bybebyggelse / utgitt av Edvard Bull og Sverre Steen. 1933
- 19            Folketru / utgjeven av Nils Lid. 1935
- 20            Livets högtider / utgiven av K. Rob. V. Wikman. 1949
- 21            Tideräkningen / Utgiven av Martin P:n Nilsson. 1934
- 22            Årets högtider / utgiven av Martin P:n Nilsson. 1938
- 23            Kirkebygninger og deres Udstyr / udgivet af Vilh. Lorenzen. 1933
- 24            A. Idrott och lek / utg. av Johan Götlind. B. Dans / udg. af H. Grüner Nielsen. 1933
- 25            Musik och musikinstrument / utgiven av Otto Andersson. 1934
- 26            Religionshistorie / utgitt av Nils Lid. 1942
- 27            Kunst / utg. av Haakon Shetelig. 1931
- 28 A         Palæografi, Danmark og Sverige / udgivet af Johs. Brøndum-Nielsen. 1944
- 28 B         Palæografi, Norge og Island / af Didrik Arup Seip ; udg. af Johs. Brøndum-Nielsen. 1954
- 29            Mønt / udgivet af Svend Aakjær. 1936
- 30            Maal og vægt / udgivet af Svend Aakjær. 1936